# Меч (телесериал)
«Меч» — российский криминальный телесериал. Премьера первого сезона состоялась 16 ноября 2009 года на Украине, в России — 15 февраля 2010 года на канале РЕН ТВ. Премьера второго сезона состоялась 15 июня 2015 года на телеканале НТВ.
Слоган сериала: «Невиновного кровь — беда, виноватого кровь — вода».

## Сюжет
Действие сериала происходит в наши дни в основном в Москве. Максим Калинин, капитан милиции/бывший капитан милиции, бывший командир разведроты ВДВ, воевавший в Приднестровье и в Чечне, работает оперативником УБОП. Во время спецоперации он задерживает некоего Валерия Гирко, укравшего ребёнка и оказавшего вооружённое сопротивление при задержании. Начальник Калинина, полковник Геннадий Муратов, получает взятку и затем предлагает часть денег самому Калинину за то, чтобы он развалил дело, так как «задержанный оказался племянником одного очень хорошего человека». Обдумав ситуацию, на следующий день он швырнул деньги в лицо «оборотню в погонах» и разбил ему нос, после чего ушёл из органов. В суде дело Гирко разваливают и, присудив ему год условно, отпускают на свободу.
В парке ветеран рассказывает Калинину о пограничном конфликте на острове Даманском, в котором ему пришлось участвовать, и невольно даёт ему совет. Калинин решает взять всё в свои руки и вершить правосудие. Он заочно приговаривает Гирко к казни, и, подловив того в ресторане, зачитывает ему свой приговор, после чего убивает его.
После убийства похитителя детей Калинин решает создать карательную группу «Меч», которая будет эффективно бороться с криминалом, который неподвластен официальному следствию и суду. Он едет в Красноярск за Константином Орловым по кличке «Пернатый», который когда-то служил в его роте снайпером, чтобы предложить создать группировку. Они вместе возвращаются в Москву и предпринимают первые планы в новом деле. В дальнейшем Костя станет «правой рукой» Макса в группировке.
Вначале у них имеются в наличии лишь небольшое количество денег и оружия (пистолет Макарова с глушителем и «карабин Сайга-410К-01»). В их первоначальные задачи входит завладение преступными деньгами для осуществления своей деятельности. В первой же операции им удаётся завладеть деньгами и наркотиками преступников. На деньги они приобретают вооружение, снимают склад и обустраивают его под штаб, а наркотики впоследствии используют, торгуя ими с целью сблизиться с местными наркоторговцами, чтобы в дальнейшем уничтожить их.
В процессе Максиму и Константину удаётся завербовать в свои ряды новых людей, схожих с ними по духу: Антона Карева, охранника и бывшего следователя, осуждённого за убийство насильника; Елену Журову, врача-хирурга, муж которой работал в СОБРе и был убит бандитами; Ольгу Степненко, прокурора и гособвинителя; Дмитрия Чижова, милиционера ППС, и Николая Савкина, бывшего сотрудника ЦСН ФСБ, отправленного в отставку по контузии. Таким образом, Максим создаёт мощную группу, за членами которой охотятся как преступники, так и правоохранители. Правоохранительные органы квалифицируют группу как незаконное вооружённое формирование, однако люди, поддерживающие методы участников группы, не желают помогать следствию в их поимке, из-за чего их розыск стоит на мёртвой точке. Цель «Меча», декларируемая Калининым — ликвидация преступников.
В последней серии 1 сезона во время спецоперации ФСБ от рук бойцов «Альфы» погибают Антон Карев и Николай Савкин, в живых остаются только Макс, Костя (который с точки зрения остальных участников «Меча» погибает, но во втором сезоне выясняется, что он жив: получил тяжёлое ранение и впал в кому), Чиж, Оля и Лена.
Во 2 сезоне вместо погибших Карева и Савкина в группу приходят новые люди — это Роман Винников (сослуживец Макса и Кости, он же «Ви́нни-Пух», ныне преподаватель рукопашного боя из Ростова-на-Дону), Коля Одинцов (он же «Молодо́й», ученик Винникова), Виктор Егоров (в 1 сезоне работал в УБОП и был следователем по делу «Меча»). За «Меч» взялся полковник ФСБ Андрей Синцов, ему помогает завербованная им и ныне служащая в ФСБ Татьяна Демина. Синцов пару раз случайно был близок к захвату Калинина, но Калинин дважды смог спастись от него.
На некоторое время у «Меча» появляется банда подражателей, состоящая из неопытной молодёжи. Синцов арестовывает их во время попытки разобраться с гастарбайтерами и впоследствии предлагает Калинину свернуть операции настоящего «Меча», в противном случае угрожая осудить молодых подражателей, выдав их за настоящий «Меч», что противоречит принципам правдоискателя Калинина.
У «Меча» появляется временный союзник — генерал-лейтенант ФСБ Игорь Алексеевич Осипов, который в своё время был главой легендарной разгромленной группировки «Белая стрела», состоявшей в 1990-х годах из 11 офицеров спецназа, впоследствии осуждённых по различным другим статьям. Осипов трижды отправляет «Мечу» данные на неугодных ему криминальных лиц, подлежащих устранению, в случае отказа угрожая раскрыть личности членов группы полиции и ФСБ. В конце концов и Калинин (выяснив, что секретным информатором Осипова внутри «Меча» был Орлов, которому Осипов помог бежать из госпиталя ФСБ), и Синцов узнают личность анонимного заказчика. Калинин отказывается и от исполнения заказов Осипова, и от любых союзов с ним и при очной встрече убивает генерала.
В конце второго сезона Макс Калинин распустил свою команду, сказав им, что на деньги их спонсора Ирины Князевой создал «Альтернативный меч», собрал туда преступников и наёмников. Дальнейшая судьба неизвестна, но возможно, что он продолжает убивать преступников со своими подручными.

## Актёры
| Актёр             | Роль |
| ----------------- | --- |
| Эдуард Флёров     | «Кэп» (Максим Владимирович Калинин) капитан милиции/бывший капитан милиции сотрудник УБОП ГУВД г. Москвы с десятилетним стажем, создатель группировки «Меч».                                    |
| Роман Курцын      | «Пернатый» (Константин Александрович Орлов) (по московскому поддельному паспорту Константин Дмитриевич Соколов) «правая рука» Калинина, бывший старший сержант разведки ВДВ, снайпер.           |
| Дарья Повереннова | Елена Николаевна Журова штатный врач «Меча». |
| Тимур Ефременков  | † Антон Владимирович/Дмитриевич Карев бывший следователь, юрист 1 класса (капитан юстиции), отсидел 5 лет за убийство насильника (убит бойцами «Альфы» выстрелом в голову в 25 серии 1 сезона). |
| Виктория Фишер    | Ольга Дмитриевна Степненко государственный обвинитель, юрист 1 класса/младший советник юстиции (капитан юстиции/майор юстиции), прокурор Хамовнической межрайонной прокуратуры г. Москвы.       |
| Владислав Павлов  | «Чиж» (Дмитрий Викторович Чижов) сержант ППС. |
| Александр Баринов | † Николай Павлович Савкин полковник ЦСН ФСБ в отставке, был уволен по контузии (убит сослуживцами из «Альфы» выстрелом в спину в 25 серии 1 сезона).                                            |
| Александр Фисенко | † Виктор Андреевич Егоров майор милиции/бывший майор милиции, старший следователь/бывший старший следователь УБОП (убит Дёминой в 19 серии 2 сезона).                                           |
| Максим Щёголев    | «Винни-Пух» (Роман Винников) сержант ВДВ в запасе, преподаватель рукопашного боя. |
| Максим Туранцев   | «Молодой» (Николай Одинцов) участник группировки «Меч» (со 2 сезона), ученик Винникова. |

| Актёр                 | Роль |
| --------------------- | --- |
| Сергей Фишер          | † Валерий Павлович Гирко похититель детей (убит Калининым в 1 серии 1 сезона). |
| Нина Гогаева          | Татьяна Дёмина юрист 1 класса (капитан юстиции), следователь УБОП/бывший юрист 1 класса (капитан юстиции), бывший следователь УБОП/следователь ФСБ.                                     |
| † Шухрат Иргашев      | Геннадий Тимурович Муратов полковник милиции/генерал-майор милиции/бывший генерал-майор милиции, главный антагонист 1-го сезона, враг Калинина (задушен Калининым в 25 серии 1 сезона). |
| Андрей Курилов        | полковник ФСБ Андрей Алексеевич Синцов главный антагонист 2-го сезона. |
| Артур Сопельник       | Кирилл лидер группы подражателей «Меча» (2-й сезон). |
| Александр Горохов     | † Альберт Маркович Кравец продажный федеральный судья (убит Калининым в своей машине во 2 серии 1 сезона).                                                                              |
| Ростислав Королькевич | главарь банды чёрных риэлторов (отравлен Леной в 7 серии 1 сезона). † Шамиль Мамедович Дадашев                                                                                          |
| Татьяна Андреева      | нотариус и член банды чёрных риэлторов (по случайности убита Савкиным в 5 серии 1 сезона). † Лариса Сергеевна Колмановская                                                              |
| Дмитрий Бакунин       | чёрный риэлтор (убит Каревым в 5 серии 1 сезона. † Ковальчук |
| Борис Шевченко        | чёрный риэлтор (ранен Савкиным, потом добит Каревым в 5 серии 1 сезона). † Борисенко |
| Вячеслав Степанян     | вице-мэр Строгинска, брат Шамиля (взорван Калининым из РПГ в своём доме в 6 серии 1 сезона). † Руслан Мамедович Дадашев                                                                 |
| Дмитрий Шаракоис      | наркодилер и наркоман, друг «Чижа» (сначала был ранен Ольгой, потом был убит Орловым в 9 серии 1 сезона). † «Буратино» (Андрей)                                                         |
| Фархад Махмудов       | афганец-наркоторговец (убит Каревым в 9 серии 1 сезона). † Смир Абдул Азис |

## Персонажи

### Члены группировки «Меч»
- Макси́м Влади́мирович Кали́нин, он же «Кэп» — капитан милиции/бывший капитан милиции, бывший капитан УБОП г. Москвы с десятилетним стажем, капитан запаса, воевал в Приднестровье и Чечне. После увольнения из правоохранительных органов и убийства Гирко организовывает и возглавляет группировку «Меч». Жёсткий, иногда жестокий, но принципиальный, честный, справедливый и с заботой относящийся к участникам своей группировки человек. В конце первого сезона получил ранение от группы «Альфа». После выздоровления возобновил команду и вновь стал бороться с преступностью, но уже новыми методами. В конце второго сезона распустил свою команду, сказав им, что на деньги их спонсора Ирины Князевой создал «Альтернативный меч», собрал туда преступников и наёмников. Дальнейшая судьба неизвестна, но возможно, что он продолжает убивать преступников со своими подручными.
- Константи́н Алекса́ндрович Орло́в, он же «Перна́тый» и «Кролик» (прозвище в армии) — «правая рука» Калинина, бывший старший сержант разведки ВДВ, снайпер. Имеет полученный при помощи Кэпа поддельный паспорт на фамилию Соколов. Родился в 1981 году, воевал в Чечне под командованием Калинина. С несправедливостью и продажностью впервые столкнулся задолго до «Меча»: вернувшись с войны, он узнал, что его девушка родила от насильника, местного авторитета Геннадия Сигаренко, откупившегося от органов внутренних дел; в результате неудачной попытки поговорить Орлов убил его. В противовес обычно серьёзному Калинину весёлый и непосредственный. Великолепный снайпер, имеет звание кандидата в мастера спорта по стрельбе. В конце первого сезона и в конце второго просит у Кэпа разрешение покинуть Меч.
- Еле́на Никола́евна Жу́рова — штатный врач группировки «Меч», начиная со 2-й серии 1 сезона. Работала военным хирургом, а её муж Олег служил в СОБРе. Супруги воспитывали двоих детей — сына Антона и дочь Евгению. Олег погиб на боевом посту при задержании опасных преступников, после чего Елена стала употреблять наркотики и, потеряв работу хирурга, вынуждена была устроиться в службу скорой помощи. В «Мече» на неё сразу обращает внимание Антон Карев, у них завязываются отношения, но Карева убивают в конце 1 сезона. Прекрасный специалист в своём деле, всегда готова прийти на выручку, во 2 сезоне работает в больнице хирургом.
- † Анто́н Владими́рович/Дми́триевич Ка́рев — член группировки «Меч», начиная со 2-й серии 1 сезона. Бывший следователь (капитан юстиции). Отсидел 5 лет за убийство насильника, вследствие чего страдает шизофренией. Честный, справедливый и надёжный боец, но природная вспыльчивость вкупе с приобретённым заболеванием периодически играют с ним злую шутку. В конце первого сезона он в состоянии шизофрении убил молодого парня и оперативника следившего за ним, чем вызвал недовольство Кэпа (убит бойцами «Альфы» во время спецоперации ФСБ в 25 серии 1 сезона).
- О́льга Дми́триевна Степне́нко (впоследствии — Винникова) — государственный обвинитель, юрист 1 класса/младший советник юстиции, прокурор Хамовнической межрайонной прокуратуры г. Москвы, участник группировки «Меч» (с 1 сезона). Завербована «Мечом» после неудачной попытки покушения: её обвинили в развале дела Гирко, на котором она выступала гособвинителем. Сумела убедить группу в своей невиновности и выдала им коррумпированного судью, который дал Гирко условный срок за большую взятку. В конце 2 сезона выходит замуж за Романа Винникова. Хладнокровная, рассудительная, способна найти выход из любой ситуации.
- Дми́трий Ви́кторович Чижо́в, он же «Чиж» и «Чижик» — сержант ППС, сотрудник ОВД Заводской (1 сезон), ОМВД Покровское-Стрешнево (со 2 сезона), участник группировки «Меч». Попал в группировку случайно, придя к участковому Бондарю (фигуранту дела «чёрных риэлторов») в тот момент, когда того ликвидировали Калинин и Карев. Не желающий убивать невиновного Макс предложил ему примкнуть к «Мечу», а после закрыл его от пули, выпущенной в него Каревым. Чижов очень радовался, когда вступил в «Меч», а во втором сезоне он стал более жёстким и суровым по отношению к преступникам, в том числе и на своей работе.
- † Никола́й Па́влович Са́вкин — полковник ЦСН ФСБ в отставке, был уволен по контузии. Встретился Орлову в поезде до Владикавказа и вместе с ним дал жёсткий отпор местным бандитам. Выяснилось, что он едет выкупать родственника своих знакомых. Орлов, как раз купивший во Владикавказе оружие, помог ему в этом, а тот, в свою очередь, благодаря своему удостоверению сотрудника ФСБ выручил его из многих неприятностей по пути на автомобиле обратно в Москву. Сначала рассматривал «Меч» как преступную группировку, в которую не хотел вступать по убеждениям (ранее ему уже предлагали вступить в ОПГ), но Калинин сумел доказать ему свои истинные цели. Рассудительный и здравомыслящий человек, умеющий просчитывать ситуации. Огромный опыт, связи и подготовка Савкина немало помогли группе в дальнейшем (убит бойцами «Альфы» во время спецоперации ФСБ в 25 серии 1 сезона).
- † Ви́ктор Андре́евич Его́ров — майор милиции, старший следователь УБОП г. Москвы/бывший майор милиции, бывший старший следователь УБОП Москвы, следователь по делу «Меча» (1 сезон)/участник группировки «Меч» (со 2 сезона). Честный, принципиальный и неподкупный офицер милиции, убеждённый борец с преступностью. После увольнения из милиции хотел внедриться в «Меч» и сдать всех (тем самым восстановиться на службе), но Калинин вынудил его стать одним из них под угрозой шантажа. Однако со временем Егоров привык к своим новым товарищам и стал равноправным участником Меча, решив остаться в группе по идейным соображениям (убит Дёминой в 19 серии 2 сезона).
- Рома́н Ви́нников, он же «Ви́нни-Пух» — сержант ВДВ в запасе, преподаватель рукопашного боя, участник группировки «Меч» (со 2 сезона). Умный и уравновешенный человек, хороший боец. Присоединился к группе «Меч» с целью помочь находящися в критическом положении Калинину и Орлову (своим бывшим сослуживцам по войне в Чечне).
- Никола́й Одинцо́в, он же «Молодо́й» — участник группировки «Меч» (со 2 сезона), ученик Винникова. Вступил к ним после того как помог с одним делом, где нужно было втереться в доверие к одной женщине-следователю, чтобы спасти людей, убивших судью-педофила. Коля подружился с «Чижом».

### Союзники группировки «Меч»
- Татья́на Дёмина — капитан юстиции (юрист 1 класса), следователь УБОП ГУВД г. Москвы/капитан ФСБ, следователь ФСБ России, «правая рука» Синцова, бывшая возлюбленная Максима Калинина. Добрая и отзывчивая женщина, влюблённая в Максима, но не способная принять его взглядов. В конце 25-й серии 1 сезона, пытаясь вывезти выживших Макса и «Чижа» из окружения, получает тяжёлое ранение. В больнице завербована Синцовым и после выздоровления работает на него. Всячески пытается найти Меч, но хочет больше помочь им, нежели посадить.
- Ирина Михайловна Князева (17 серия 1 сезона и 18 серия 2 сезона) — успешная бизнесвумен и владелец нескольких благотворительных организаций и фондов. Унаследовала бизнес от отца. Одна из немногих, кто по-настоящему помогает людям. Кто-то из её конкурентов по бизнесу заказал её убийство, во время попытки совершения которого погибла её подруга. Князева попросила Калинина и его «Меч» справиться с киллером, а после этого она сама догадалась, кто её заказал. Во втором сезоне она успешно развила свой бизнес и стала спонсировать «Меч», именно на её деньги Калинин создал «Альтернативный Меч» из новых людей (в основном наёмников).
- † Игорь Павлович Говоров (17 серия 1 сезона) — знакомый Ирины Князевой, был другом и начальником СБ ее отца. Именно он смог выйти на Меч и уговорил их помочь. Сам же он позже погиб, когда Меч недооценили киллера (Говоров прикрыл Князеву от пули собой).
- † Генерал-лейтенант ФСБ  Игорь Алексеевич Осипов  — был главой разгромленной группировки «Белая стрела». Был анонимным отправителем по заказам на убийства вора в законе (трижды судимого за грабежи, убийства, торговлю наркотиками и автоугоны), имевшего крепкие связи с криминальным миром Беслана Георгиевича Чантурия, сотрудника госкорпорации Дмитрия Юрьевича Кривицкого, который вывел в оффшоры 1,5 миллиарда долларов и коррумпированного полковника полиции Тарусова (третий заказ «Меч» не стал выполнять). Именно он подсказал Орлову — как была устроена система охраны и пронёс ключ от наручников, тем самым помог сбежать тому из больницы. Потом он заставил Орлова под угрозой расправы с его близкими вписать имена всех участников группировки «Меч» в текстовый файл на переданную ему флешку. Когда Орлов выдал его номер телефона Калинину, Осипов захотел лично встретиться с последним и предложить ему услуги информатора (к тому времени он был уже раскрыт коллегами — полковником Синцовым и капитаном Дёминой). Калинин отказался от союза с бывшим лидером «Белой стрелы» и Осипов решил тут же убить Калинина, но тот опередил «коллегу» и убил его первым (убит Калининым в 16 серии 2 сезона).
- Кирилл (10 и 13 серии 2 сезона) — лидер группы подражателей Меча. Однако он и его команда из пяти молодых парней очень горячие и жестоки к своим жертвам. Первым делом они сожгли бордель, при этом жестоко избив одного охранника, а второго избив и вышвырнув из окна (позже он скончался в больнице). Не собираются останавливаться на этом, а намерены заняться «более серьёзными делами», «очищая свой район и помогая Мечу» добыв огнестрельное оружие. Впоследствии были арестованы ФСБ. Синцов даже предложил Калинину повесить на Кирилла все «подвиги» Меча. Неизвестно, что с ним стало впоследствии (Синцов сказал Кириллу: «Вы разожгли огонь, в нём и сгорите теперь»).
- Егор Пежемский (13 и 20 серии 2 сезона) — первый помощник Макса в группировке «Альтернативный меч»; наёмный киллер. Он и его люди собраны на деньги Ирины Князевой, вместе с остальными он убивал бандитов и наркоманов по приказу Макса, носит такую же униформу, как и участники «Меча». Появился всего мимолетно, о его предыстории и судьбе ничего не известно.

### Противники группировки «Меч» (антагонисты)
- † Игорь Алексеевич Комин  — полковник, командир воинской части города Макеево. Является одним из главных наркобаронов в Московской области. После убийств многих своих наркоторговцев и жёстких атак со стороны «Меча» объявил войну линчевателям. Впоследствии его бизнесом заинтересовался Муратов. Полковники заключили союз. Тем не менее, Муратов предаёт Комина и того убивают вместе с некоторыми его людьми (якобы при задержании). Муратов сделал это, чтобы самому завладеть хорошо отлаженным наркобизнесом Комина.
- † Генна́дий Тиму́рович Мура́тов — полковник милиции/генерал-майор милиции/бывший генерал-майор милиции, заместитель начальника/начальник УБОП г. Москвы/бывший начальник УБОП г. Москвы. Главный антагонист 1 сезона. Когда необходимо, бывает обаятельным и улыбчивым, но за этой улыбкой зачастую скрывается готовность пойти на любое преступление ради достижения цели (чаще всего материальной). Неплохой тактик и стратег. Собирательный образ типичного высокопоставленного «оборотня в погонах», враг Калинина (задушен Калининым в 25 серии 1 сезона).
- † ЧОП «Гидра» — одна из основных криминальных структур в Макеево, занимающихся контролем наркоторговли в Москве и Московской области; в её составе ранее служившие люди занимаются крышеванием, контрабандой и перевозкой героина, а также транспортировкой и охраной крупных сумм денег, полученных преступным путём. С ними Меч стали открыто воевать, многих убили, но также ими заинтересовался Муратов и впоследствии они стали работать на него. После убийства Муратова остались без «крыши» и не были больше такими влиятельными, как прежде.
- Андре́й Алексе́евич Синцо́в — полковник ФСБ г. Москвы. В отличие от Муратова, обладает ледяным хладнокровием и, по собственному признанию, совершенно не умеет шутить. Опытнейший следователь, профессионал, любящий семьянин и вместе с тем крайне жестокий человек. Отличается от Муратова взглядами: если тот использовал свою должность прежде всего ради личного блага, то Синцов считает себя сторонником и защитником конституционного порядка. Пытался выйти на Меч, но для него это скорее игра с ними (его Меч во многом впечатлил), однако Синцов хочет доказать, что является лучше них.

## Список серий и эпиграфы
Тексты эпиграфов в начале каждой серии читает Дмитрий Полонский.

### 1 сезон
1. Приговор — Nil inultum remanebit (Ничто не остаётся безнаказанным).
2. Нас будут бояться — Fiat justitia, pereat mundus (Да совершится правосудие, даже если от этого погибнет весь мир).
3. Готовься к войне — Si vis pacem para bellum (Хочешь мира — готовься к войне).
4. Высший закон — Consumor aliis inserviendo (Светя другим, сгораю сам).
5. Первый удар — Fero ignique (Огнём и мечом).
6. Охота — Fuge, late, tace (Беги, прячься, молчи).
7. В ловушке — Contra vim mortis non est medicamen in hortis (Против силы смерти в садах нет лекарств).
8. Террор — Ira furor brevis est (Гнев — кратковременное безумие).
9. Пленных не брать — In me omnis spes mihi est (Вся моя надежда на самого себя).
10. Месть — Heu quam est timendus qui mori tutus putat (Тот страшен, кто за благо почитает смерть).
11. Найти любой ценой — Capiat qui capere potest (Лови, кто может поймать).
12. Гидра — In vino veritas (Истина в вине).
13. Маскарад — Periculum in mora (Опасность в промедлении).
14. Единственный выход — Vox populi — vox dei (Глас народа — глас божий).
15. Прятки — Fortes fortuna iuvat (Смелым помогает судьба).
16. Ловкач — Lupus pilum mutat, non mentem (Волк меняет шерсть, а не натуру).
17. Дуэль — Aut vincere, aut mori (Или победить, или умереть).
18. На дороге — Imperare sibi maximum imperium est (Владеть собой — наивысшая власть).
19. Бой — Res redit ad triarios (Дело дошло до войны).
20. Война — Qui gladio ferit, gladio perit (Поднявший меч от меча и погибнет).
21. Переворот — In maxima fortuna minima licentia (В высочайшей судьбе — наименьшая свобода).
22. Манифест — Vox unius, vox nullius (Один голос — не голос).
23. Суд — Multos timere debet, quem multi timent (Тот, кого многие боятся, должен сам бояться многих).
24. Нокдаун — Gladiator in arena capit consilium (Гладиатор принимает решение на арене).
25. Победа или смерть — Morituri te salutant (Идущие на смерть приветствуют тебя).

### 2 сезон
1. Феникс — Redivivus et ultor (Воскресший и мстящий…)
2. Война не окончена — Tempora mutantur et nos mutantur in illis (Времена меняются, и мы меняемся вместе с ними…)
3. Не сдавайся — Non progredi est regredi (Не идти вперёд значит идти назад.)
4. Veritas — Aurum potestas est (Золото — это власть.)
5. Аноним — Atrium mortis (Предзнаменование смерти.)
6. Глаз урагана — Cui podest malum (Кому полезно зло?)
7. Когда всё заходит слишком далеко — Fedelis et fortis (Верный и смелый.)
8. Лучшее завтра — Argenteis hastis pugnare (Сражаться серебряными копьями.)
9. Сириус — Cave canem (Берегись собаки.)
10. Дикий Запад — Duo quum faciunt idem, non est idem (Когда двое делают одно и то же, это уже не одно и то же.)
11. Рокомакс — Semper mors subest (Смерть всегда рядом.)
12. Особо опасны — Facta sunt potentiora verbis (Поступки сильнее слов.)
13. Отрава — Culpa poena par esto (Наказание должно соответствовать вине.)
14. Смерть рейдерам — Cessante causa cessat effectus (Устраняя причину — устраняешь следствие.)
15. Крыса — Mundus universus exercet histrioniam (Весь мир занимается лицедейством.)
16. Белая стрела — Qoi seminat mala, metet mala (Сеющий зло, зло пожнёт.)
17. Волчье логово — Periculum in mora (Промедление опасно.)
18. Симулянты — Nemo me impune lacessit (Никто не уйдёт безнаказанным.)
19. Волчья квинта — Sed semel insanivimus omnes (Однажды мы все бываем безумны.)
20. Чёрная пятница — Legio nomen mihi est (Имя мне — легион.)

## Завершение сериала
- Сразу же после выхода второго сезона в интервью режиссёр-постановщик Алексей Луканев заявил, что «Добро всегда побеждает зло, оно и должно побеждать», и признался, что имеется затравка на третий сезон. Однако впоследствии третий сезон снимать не стали и сериал остался незавершённым.
- 16 июля 2017 года, во время стрима со зрителями, отвечая на вопрос о продолжении телесериала, Илья Куликов заявил, что сериал закрыт из-за низких рейтингов второго сезона в эфире канала НТВ[4].
- 10 августа 2018 года в официальной группе Вконтакте от НТВ появился опрос, от которого будет зависеть будущее продолжение сериала; по заявлению администраторов группы НТВ для рассмотрения вопроса о продолжении необходимо собрать 10000 голосов. На 24 октября 2018 года было набрано необходимое количество голосов, результат был отправлен руководству телеканала, ожидается ответ от канала НТВ[5].
- С момента релиза «Меча-2» на YouTube общее количество просмотров всего сезона преодолело отметку более чем в 15 миллионов, что делает его одним из самых рейтинговых сериалов в России за последнее десятилетие[6].

## Награды и номинации
| Премия            | Год  | Номинации                           | Категория              | Номинант                          | Результат | Ссыл. |
| ----------------- | ---- | ----------------------------------- | ---------------------- | --------------------------------- | --------- | ----- |
| «Золотой носорог» | 2011 | «Лучший телевизионный сериал»       | «Телевизионный сериал» | —                                 | Победа    | [ 7 ] |
| «Золотой носорог» | 2011 | «Лучшая женская роль»               | «Телевизионный сериал» | Нина Гогаева                      | Номинация | [ 7 ] |
| «Золотой носорог» | 2011 | «Лучшая мужская роль»               | «Телевизионный сериал» | Эдуард Флеров                     | Номинация | [ 7 ] |
| «Золотой носорог» | 2011 | «Лучшая женская роль второго плана» | «Телевизионный сериал» | Дарья Повереннова                 | Номинация | [ 7 ] |
| «Золотой носорог» | 2011 | «Лучшая мужская роль второго плана» | «Телевизионный сериал» | Шухрат Иргашев                    | Номинация | [ 7 ] |
| «Золотой носорог» | 2011 | «Лучшая режиссёрская работа»        | «Телевизионный сериал» | Рустам Уразаев и Виктор Конисевич | Номинация | [ 7 ] |
| «Золотой носорог» | 2011 | «Лучший сценарий»                   | «Телевизионный сериал» | Илья Куликов и Василий Внуков     | Номинация | [ 7 ] |
| «Золотой носорог» | 2011 | «Лучшая музыка»                     | «Телевизионный сериал» | Алексей Шелыгин                   | Победа    | [ 7 ] |